# Nischwitz (Bürgel)

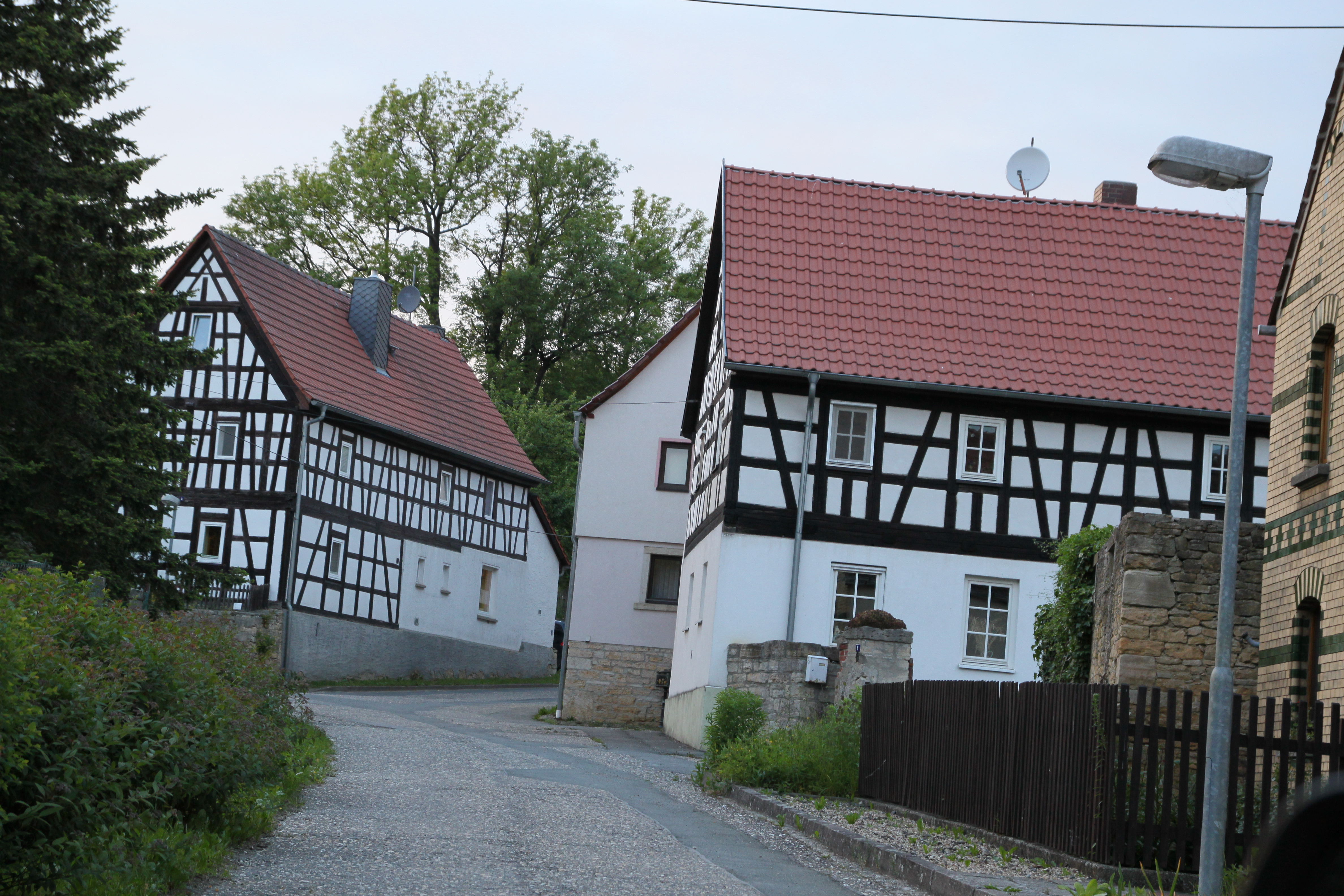
Gebäudeensemble in Nischwitz

Der Weiler Nischwitz ist ein Ortsteil der Stadt Bürgel im Saale-Holzland-Kreis in Thüringen.

## Geografie
Nischwitz, Hohendorf und Göritzberg liegen am südöstlichen Zipfel des Tautenburger Forstes in einem einst mit Mönchen gemeinsam urbar gemachten Ackerbaugebiet. Der weilerartigen Ansiedlung waren innerbetriebliche Überlegungen der Bauern zugrunde gelegt. Der innerbetriebliche Weg zu den Feldern sollte möglichst kurz sein. Nischwitz hat Anschluss an die Bundesstraße 7 über die Landesstraße 1070.

## Geschichte
1181–1214 ist auf dem Dokument der urkundlichen Ersterwähnung des Weilers angegeben. Nischwitz gehörte zum wettinischen Kreisamt Eisenberg, welches aufgrund mehrerer Teilungen im Lauf seines Bestehens unter der Hoheit verschiedener Ernestinischer Herzogtümer stand. 1826 kam der Ort mit dem Südteil des Kreisamts Eisenberg und der Stadt Eisenberg vom Herzogtum Sachsen-Gotha-Altenburg zum Herzogtum Sachsen-Altenburg. Ab 1920 gehörte er zum Freistaat Thüringen.
Die bäuerliche Aktiengesellschaft Abtei bewirtschaftet die Felder. Der Schäfer nutzt die absoluten Weideflächen im Umland.